# 小行星4508
小行星4508（英語：4508 Takatsuki）是一颗围绕太阳公转的小行星。1990年3月27日，圓館金、渡邊和郎在北见发现了此天体。
这颗小行星的绝对星等为147.763543428112等。